# Антоновка (Белгородская область)
Антоновка — село Грайворонского района Белгородской области, часть Головчинского сельского поселения.

## География
Антоновка находится в западной части Белгородской области и к северо-западу от села Головчино. Расположено на берегу реки Ворскла.

## История
Возникло в 1660-е годы. В списке 1692 года, который сохранился в Государственном историческом архиве, среди первых жителей села были Иван и Максим Иванеевы, Иван Долгополов, Ларион Чурсин — всего одиннадцать служилых людей. Выходцы из разных русских городов и уездов, они несли ратную службу на Белгородской черте и, получив за эту службу поместную землю, обзаводились своими дворами.
Первопоселенцами этого места и были братья Иванеевы. Деревня стала именоваться Иванеево. В 1700 году братья вместе с другими селянами вынуждены были продать свои земли грайворонцу Василию Антонову. С того момента село обрело свое нынешнее название.
В 1932 году Антоновка являлась центром сельсовета в Грайворонском районе ЦЧО. Тогда в селе проживало 915 человек.
В конце 1950 — начале 1960-х гг. Антоновка продолжала оставаться центром сельсовета в Грайворонском районе. В состав сельсовета входили «первая часть» большого села Головчино, село Луговка и хутор Масычево. В 1960—1980-е гг. села и хутор Антоновка сельсовета были в составе Борисовского района. В 1997 году Антоновка — центр Антоновского сельского округа Грайворонского района.
В настоящее время входит в состав Головчинского сельского поселения.

## Население
В 1740-е гг. в Антоновке был уже 31 двор и "295 мужских (ревизских) душ.
Осенью 1884 года в Антоновке насчитывался 131 двор, 690 жителей (350 мужского и 340 женского пола).

На 17 января 1979 года в Антоновке проживало 325 человек, на 12 января 1989 г. — 244 (97 мужчин и 147 женщин).
| 2002 | 2010  |
| ---- | ----- |
| 2432 | ↗2629 |